# Mount Bayliss
Mount Bayliss är ett berg i Antarktis. Det ligger i Östantarktis. Australien gör anspråk på området. Toppen på Mount Bayliss är 1 634 meter över havet.
Terrängen runt Mount Bayliss är huvudsakligen en högslätt. Trakten är obefolkad. Det finns inga samhällen i närheten.